# Bigues i Riells del Fai
Bigues i Riells del Fai ist eine katalanische Stadt in der Provinz Barcelona im Nordosten Spaniens. Sie liegt in der Comarca Vallès Oriental.

## Lage
Bigues i Riells liegt etwa 30 Kilometer nördlich von Barcelona im Tal des Tenes.

## Geschichte
Das Siedlungsgebiet war Teil der Baronie Montbui und wurde 1857 mit dem Zusammenschluss von Bigues, Riells del Fai und Sant Mateu de Montbui zur eigenständigen Gemeinde. Die erste Kirche wurde 1059 erwähnt. Die heutige Kirche Sant Pere stammt von 1737.

## Politik
Die Kommunalwahl 2007 ergab folgende Sitzverteilung im Gemeinderat:
1. PSC-PM: 5 Sitze
2. CiU: 4 Sitze
3. Esquerra-AM: 2 Sitze
4. ICV-EUiA-EPM: 1 Sitz
5. PP: 1 Sitz

## Wirtschaft und Verkehr
Ein großer Teil der hügeligen Gemarkung besteht aus Pinienwäldern und Weiden. Das Wirtschaftsleben ist wesentlich von der Landwirtschaft geprägt. Angebaut wird überwiegend Getreide, Wein und Oliven. Darüber hinaus wird Schaf- und Rinderhaltung betrieben. In der Stadt gibt es einen großen Schlachthof und mittelständische Lebensmittel- und Textilindustrie.

## Kultur und Sehenswürdigkeiten

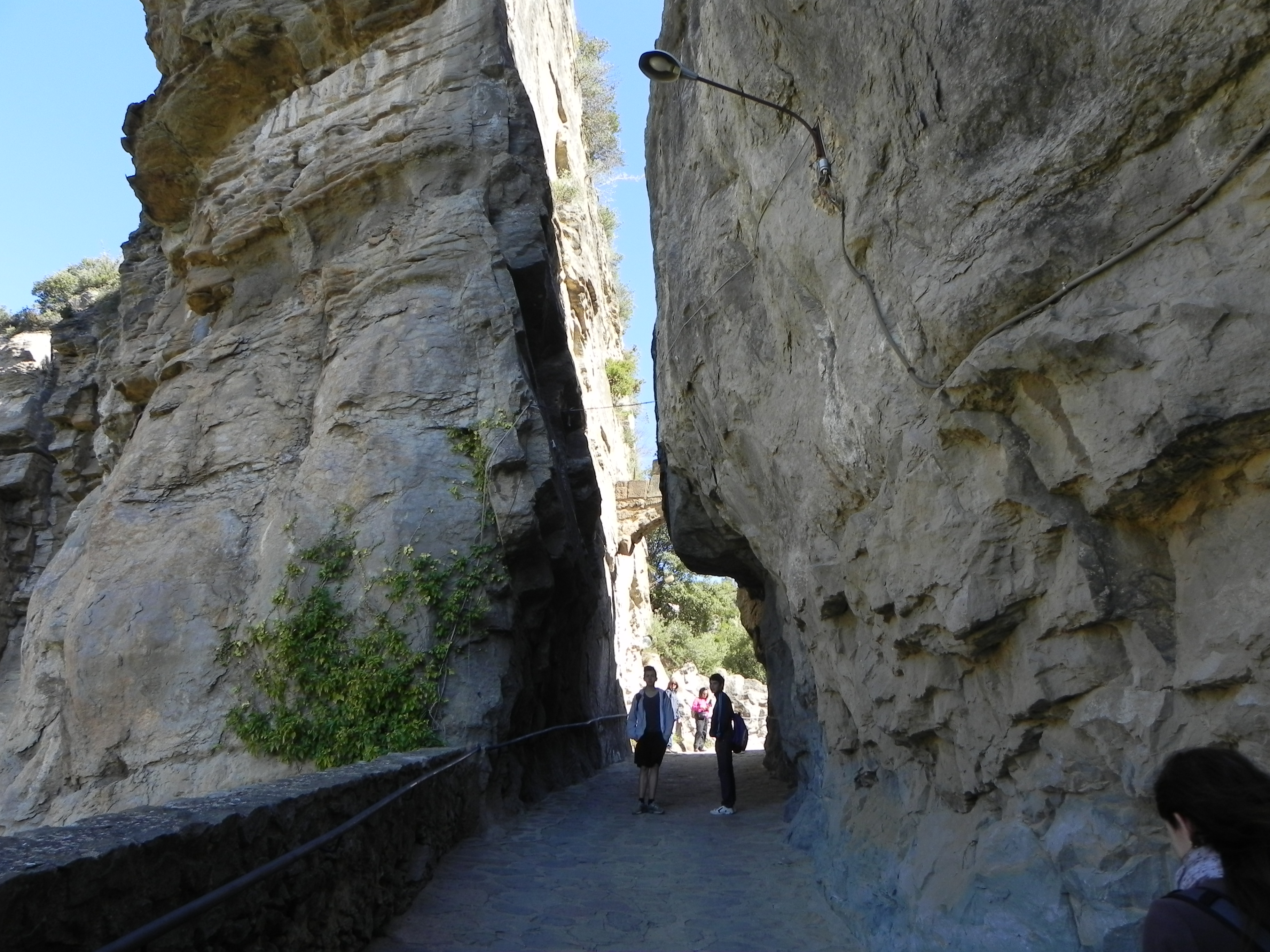
Pas de la Foradada

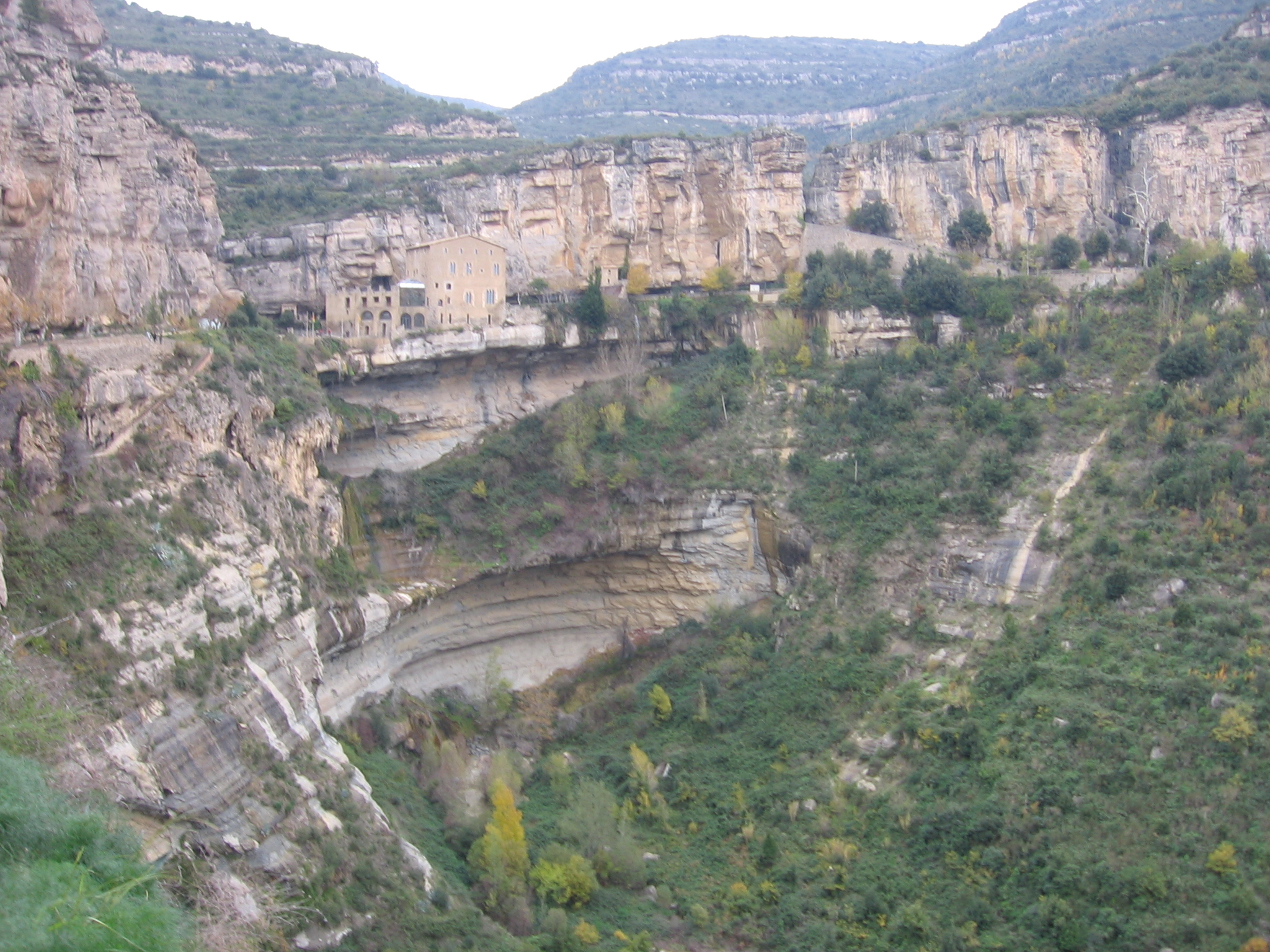
Ehemaliges Benediktinerkloster Sant Miquel del Fai bei Bigues i Riells

Das ehemalige Benediktinerkloster Sant Miquel del Fai liegt wie ein Adlerhorst an einem Felshang. Die in eine Höhle gebaute Klosterkirche ist der größte unterirdische Kirchenbau Spaniens.
Das Kloster wurde um das Jahr 1000 durch Gombau de Besoraden, dem damaligen Herrn von Montbui gegründet. Um den Bestand des Klosters auch nach seinem Tod zu sichern, verschmolz er das katalanische Kloster mit dem Kloster Saint-Victor in Marseille.
Die Gemeinschaft bestand immer aus wenigen, meistens fünf oder sechs Mönchen. 1567 wurde das Kloster aufgelöst und in ein Heiligtum umgewandelt, das von den umliegenden Dörfern unterhalten wurde. Heute ist es in Privatbesitz.